# Эльга (река, впадает в море Лаптевых)
Эльга — река в России, на севере Таймырского Долгано-Ненецкого района Красноярского края. Длина реки — 16 км.
Вытекает из озера Анучина, лежащего на высоте 94 м над уровнем моря. Течёт в северном направлении по холмистой тундре. Недалеко от устья протекает через безымянное озеро, лежащее на высоте 9 м над уровнем моря. Впадает в пролив Вилькицкого западнее мыса Амундсена. В верховьях имеются пороги, скорость течения реки — 0,6 м/с, в низовьях — 0,3 м/с. Ширина в среднем течении — 20 м, глубина — 0,4 м, дно сложено твёрдыми породами.

## Данные водного реестра
По данным государственного водного реестра России относится к Енисейскому бассейновому округу, речной бассейн — Хатанга, речной подбассейн — Хатанга от слияния Хеты и Котуя до устья, водохозяйственный участок реки — реки бассейна моря Лаптевых от мыса Прончищева до границы между Таймырским (Долгано-Ненецким) а. о. и Респ. Саха (Якутия) без р. Хатанга.
Код объекта в государственном водном реестре — 17040400212117600000105.